# クロトニルCoAレダクターゼ
クロトニルCoAレダクターゼ(Crotonyl-CoA reductase, EC 1.3.1.86)は、系統名をブチリルCoA:NADP+ 2,3-オキシドレダクターゼ(butanoyl-CoA:NADP+ 2,3-oxidoreductase)という酵素である。この酵素は、以下の化学反応を触媒する。
ブチリルCoA + NADP+ {\displaystyle \rightleftharpoons } (E)-ブト-2-エノイル-CoA + NADPH + H+
この酵素は、逆向きの反応も触媒する。